# Leland (Iowa)
Leland é uma cidade localizada no estado americano de Iowa, no Condado de Winnebago.

## Demografia
Segundo o censo americano de 2000, a sua população era de 258 habitantes.
Em 2006, foi estimada uma população de 265, um aumento de 7 (2.7%).

## Geografia
De acordo com o United States Census Bureau tem uma área de
4,1 km², dos quais 4,0 km² cobertos por terra e 0,1 km² cobertos por água.

## Localidades na vizinhança
O diagrama seguinte representa as localidades num raio de 16 km ao redor de Leland.